# Obrium discoideum
Obrium discoideum là một loài bọ cánh cứng trong họ Cerambycidae.